# 野球の背番号
本項では野球の背番号（やきゅうのせばんごう）について解説する。

## 概要
背番号は、選手の識別のためにユニフォームの背中に大きく入れる数字である。チームにより、胸にも小さく同じ数字を入れたり、まれに袖にも数字を付ける場合もある。
背番号は1883年にシンシナティのチームが要求したことに起源をもつが、これは文書化されるに至らなかった。その後、1916年にクリーブランド・インディアンスがユニフォームに初めて番号を入れたが、それは袖の位置に番号を入れたものであった。野球で最初に背番号が使われたのは1929年のニューヨーク・ヤンキースである。

## メジャーリーグベースボール

### 導入までの経緯
今でこそユニフォームに背番号が付いているのは当たり前の風景であるが、初めて背番号を採用したのは1929年のことである。1876年に始まったメジャーリーグベースボールでは選手達は実に50年以上背番号も名前も付いていないユニフォームでプレーしていたが、観客にとってはそれほど不便でもなかった。球場ではスコアカードが販売され、選手ごとに番号が振られておりスコアボードにその番号が掲示されていたため、観客はカードと照合して選手を判別していた。そのためスコアカードは観戦の必須アイテムであり球団の重要な収入源でもあった。
しかしホームチームの番号は固定されているものの、ビジター選手の番号は毎回バラバラの番号でありビジターファンにとっては不親切であった。個別に番号をユニフォームに表示しようという試みもすでに19世紀末に行われてはいたが、スコアカードの収入が失われるなどの経済事情などから定着するに至らず、また選手からも「番号を振られるのは囚人みたいだ」と敬遠された。ちなみにカレッジフットボールでは1910年代に既に番号を導入しており野球界はずっと遅れていた。
初めての大きな試みは1916年、クリーブランド・インディアンスが袖番号を導入したことである。しかし袖では数字が小さすぎるなど不評が多かったためすぐに廃止された。1924年にはセントルイス・カージナルスが年間を通じて袖番号を導入、打順に応じて番号が振り当てられ、1番打者のマックス・フラックが1、4番打者のロジャース・ホーンスビーが4、5番打者のジム・ボトムリーが5と割り振られた。エースのジェシー・ヘインズは31だった。
初めて正式に背番号を採用したのは、1929年のニューヨーク・ヤンキースである。当時の背番号はカージナルスの袖番号と同じく1番打者が1、2番打者が2という風に、8まで打順通りに割りふられていた。そして、その頃は捕手が8番を打つことが多かったので、8が捕手の番号となり、9は控え捕手に与えられた。そして投手は、11 - 21までの番号をつけることになった。ヤンキースはホーム・ロード共に背番号を付け、インディアンスもホームのみで背番号を採用したが3番打者のアール・アベリル（中堅手）の背番号は5であったことから打順もポジションも関係なく付けられたと思われる。
同年4月6日の開幕日はヤンキースの試合は雨で中止、一方インディアンスはホームでデトロイト・タイガースと試合をしたため、史上初めて背番号を付けて試合をしたチームはインディアンスということになる。
早速1930年にワシントン・セネタースが導入、翌1931年にはアメリカンリーグが全球団に背番号を採用するよう通達した。この通達には「13番は避けるように」との一文もあった。同年中にア・リーグ8球団中7球団が背番号を採用した。一方フィラデルフィア・アスレチックスのコニー・マックオーナー兼監督はスコアカード収入が減ることを嫌がりロードのみ背番号を着用していたが、結局1937年に全面採用した。
一方ナショナル・リーグでは1932年にボストン・ブレーブスが採用。同年6月のオーナー会議で全球団採用が決まった。ヤンキースが背番号を採用してわずか4年足らずで全球団のユニフォーム（アスレティックスのホームを除く）に背番号が付けられた。
さらに1952年にはブルックリン・ドジャースが胸番号を採用、1960年にはシカゴ・ホワイトソックスがオーナーのビル・ベックの発案により背番号の上部に選手名（背ネーム）を入れ、両者ともたちまち広まった。しかし、いち早く背番号を導入したヤンキースは現在でも胸番号も名前も一切入れていない。1975年にヒューストン・アストロズはズボンにも番号を付けている。
2017年、プレイヤーズ・ウィークエンドが開始し、その期間のみ限定ユニフォームと共に、背ネーム部分に自身の名前ではないニックネームや絵文字を入れることとなった。また、この期間のみ、今まで背ネームを入れてこなかったヤンキースも背ネームを導入している。

### 傾向
メジャーリーグには日本プロ野球のエースナンバーのようなものはない。全体的に野手が小さい番号を、投手が重い番号を背負う傾向にあり、50番台以上の番号を着用する選手は少数である。また、監督やコーチも選手と同じく小さい番号を背負う。
背番号制度発足以来、これまで86、89、92を着用した選手はいなかったが、2020年にセントルイス・カージナルスのヘネシス・カブレラが前年の「61」から「92」に変更しプレー、8月18日には同じくカージナルスのへスス・クルーズが「86」を着用してメジャーデビュー、そして8月31日にニューヨーク・ヤンキースのミゲル・ヤフーレが「89」を着用してデビューし、「0」から「99」まで全ての番号が使用された。

## 日本における野球

### 少年野球
統括団体によっても異なるが、少年野球は、10番が主将、30番が監督、29、28がコーチ（場合によっては27がコーチになることも）など、一部選手（および指導者）の役割により規定で背番号が定められている場合が多い。また、所属する選手全員に背番号を与えるチームもあり、プロ野球などと同じように1年間背番号を固定するチームもあるほか、中学軟式・高校野球では存在しない0番の選手がいるチームも存在する。

### 高校野球
初めて日本の野球で背番号がつけられたのは、1931年（昭和6年）の第8回選抜中等学校野球大会（現在の選抜高等学校野球大会）である。同じ年の第一回日米野球でも背番号がつけられた。しかし、この大会限りで（夏の大会には背番号は採用されなかった）中絶し、復活したのは1952年の第34回全国高等学校野球選手権大会でのことである。
高校野球の場合には、出場枠に応じて1番から始まる背番号（例えば20番まで）、女子硬式の場合は1番から99番を使用する。おおむね、正選手には、投手の1番から右翼手の9番まで守備番号に対応した番号が与えられるが、背番号と守備番号は一致していなくてもよい。監督やコーチには背番号は付かない。
- 投手（ピッチャー）：1番
- 捕手（キャッチャー）：2番
- 一塁手（ファースト）：3番
- 二塁手（セカンド）：4番
- 三塁手（サード）：5番
- 遊撃手（ショート）：6番
- 左翼手（レフト）：7番
- 中堅手（センター）：8番
- 右翼手（ライト）：9番

### 大学野球
監督の背番号は、東京六大学野球連盟など14連盟では30、東都大学野球連盟や関西学生野球連盟など10連盟では50、関西六大学野球連盟では60と定められている。東都大学野球連盟では、2011年の1年間だけ連盟結成80周年を記念して80を監督の番号としている（翌年からは従来通りの50に戻っている）。
コーチの背番号は連盟によって異なり、40・50をつける連盟、51・52をつける連盟などがある。
主将の背番号は、東京六大学野球連盟など19連盟では10、東都大学野球連盟など7連盟では1と決められている。
その他の番号の付け方は大学によって様々である。たとえば、早稲田大学野球部は「6が正捕手で9は欠番（試合中の事故で亡くなった東門明選手を偲んだ）」、明治大学硬式野球部は「高校野球風に番号付与し、シーズン中でも頻繁に背番号が変更される」、法政大学野球部はおおむね「1ケタ番号は内野手・10番台は投手・20番台が外野手」などの習慣がある。

### 日本プロ野球

#### 歴史
- 1931年：第1回日米野球大会の第6・7戦において、日本チームが初めて背番号つきユニフォームを着用[2]。
- 1935年：アメリカ合衆国に遠征した大日本東京野球倶楽部が、背番号入りユニフォームを着用。当時は漢数字であった。
- 1936年：日本職業野球連盟設立。日本プロ野球リーグ誕生。メジャーリーグベースボールに倣い、打順がほぼそのまま背番号になっていたが、大阪タイガースは名前のいろは順、阪急軍は契約順に背番号を決定した。
- 1944年：太平洋戦争の激化により、この年の1年だけ選手の背番号使用が禁じられる。
- 1947年：読売ジャイアンツが腸チフスで死去した黒沢俊夫の4、1944年に戦死した沢村栄治の背番号14を、日本球界初の永久欠番に制定。
- 1964年：大洋ホエールズが、背番号の上にローマ字で選手の名前を入れるユニフォームを採用。10数年のうちに全球団へ広まった。
- 1976年：
  - 太平洋クラブライオンズが、ユニフォームの前にも背中と同じ大きさの番号がついた「胸番号」つきユニフォームを採用。しかし、チーム成績の不振により同年前期のみで廃止されている。
  - 鳥坂九十九（近鉄バファローズ）が日本プロ野球の現役選手で初めて背番号99を着用。
- 1983年：長嶋清幸（広島東洋カープ）が背番号0を初めて使用。戦後初期に練習生やブルペン捕手などでそれを使用したことがあったが、支配下登録選手としては史上初。
- 1988年：ルパート・ジョーンズ（阪神タイガース）が背番号00を初めて使用。
- 1992年：カープアカデミー出身のロビンソン・チェコ（106）など広島東洋カープの数名が史上初めて支配下登録選手で3桁の背番号を使用（支配下登録外のコーチやチームスタッフでは、1990年から読売ジャイアンツが使用）。その後、同じくカープアカデミー出身のカルロス・リベラが1994年に109で出場。一軍出場選手として最大背番号となる。なお、事実上打撃投手に専念した形ながら、1993年まで支配下登録されていた谷良治がこの年から106を着用している。
- 1993年：
  - 日本ハムファイターズが、二村忠美の背番号を007にしたいと申請したが、パシフィック・リーグによって却下される（最終的に00を着用）。この時よりパ・リーグにおいて「支配下登録選手の背番号は00・0と99番以下の整数」と見解が出された（前述の谷は事実上引退状態のため例外とされた）。
  - その一方で、セントラル・リーグの阪神タイガースでは、松永浩美がシーズン途中に2番から02番へ変更しているほか、パ・リーグでも同時期の西武ライオンズが01以降の背番号を支配下登録外の打撃投手・ブルペン捕手が使用していた。
- 1994年：シーズン途中に打撃投手から選手登録された中山裕章（中日ドラゴンズ）が引き続き背番号125を着用。支配下登録として最大背番号となるが、この背番号での一軍出場は無いまま、一軍登録直前に67に変更される。
- 2002年：カープアカデミー出身のナタナエル・マテオ（広島）が107を着用。支配下登録選手として最後の3桁背番号となる。
- 2005年：
  - この年から誕生した東北楽天ゴールデンイーグルスが10を永久欠番に、千葉ロッテマリーンズが26を準永久欠番に指定。いずれも「ファンのための欠番」で、それぞれファンをナインやベンチ入り選手（25人）に続く存在としたもの。
  - オリックス・バファローズが、大阪近鉄バファローズでは永久欠番とされていた鈴木啓示の1は「自身の永久欠番は『近鉄での』記録によるもの」との本人との意向により永久欠番にせず。
- 2006年：育成選手制度がスタートし、育成選手の背番号は100番以上を用い、支配下選手登録時に99番以下に変更することが決められ、支配下選手が100番台や上記松永の02のような背番号の着用は禁止される。中日の育成選手であった竹下哲史が202を背負い、当時の最大背番号となる。
- 2010年：育成選手の背番号に関するルールが改正、3桁でさえあれば001のように0から始まる番号でもよいと決められた。
- 2012年7月1日・4日：日本プロ野球では初の試みとなる[4]、「ライオンズ・クラシック2012 稲尾和久生誕75周年 永久欠番メモリアルゲーム 〜背番号「24」の記憶〜」と題して、埼玉西武ライオンズの全選手が稲尾和久の背番号であった24を付けて試合を行った。
- 2014年3月10日：巨人-阪神・オープン戦(伊勢市倉田山公園野球場)において、ジャイアンツの全選手・監督・コーチは伊勢市出身で同球団の永久欠番となっている沢村栄治の背番号であった14、タイガースの全選手・監督・コーチは同じく伊勢市出身の西村幸生の背番号であった19（通常時は同年時点で藤浪晋太郎が着用）を付けて試合を行った。巨人は2017年3月22日に同球場で行われた日本ハム戦においても全員が背番号14を着用した。
- 2015年8月6日：広島 - 阪神14回戦で、広島市への原子爆弾投下70年でピースナイターとして開催。その中でセ・リーグの公式戦で初めて、カープの選手全員が8月6日にちなむ86の背番号を付けて試合を行った（同年の正式登録では、通常一軍ベンチ入りしない菊地原毅三軍投手コーチが着用）[5]。
- 2016年9月29日：三浦大輔の引退登板となるDeNA-ヤクルト最終戦において、横浜DeNAベイスターズの全選手が三浦の背番号である18を付けて試合を行った[6]。
- 2017年9月24日：井口資仁の引退出場となるロッテ-日本ハム戦において、千葉ロッテマリーンズの全選手が井口の背番号である6を付けて試合を行った[7]。
- 2018年：中日ドラゴンズに支配下から育成選手として契約した福敬登が背番号を34から234に変更、それまで過去最大だった222（エンリケ・ラミレス）を上回った。同年7月に支配下再登録して背番号は元の34に戻った。
- 2018年：同年1月4日に逝去した星野仙一の追悼試合が監督を務めた中日・阪神・楽天それぞれで行われ、3月3日の中日-楽天・オープン戦ではドラゴンズの全選手・監督・コーチが胸番号に星野の監督時代の番号だった77、背番号に星野の現役時代の番号だった20を着用して行った。3月10日の阪神対中日戦でもドラゴンズの全員が前述のユニフォームを着用、タイガースの全選手・監督・コーチも背番号77を着用した。4月3日の楽天-日本ハム1回戦ではイーグルスの全選手・監督・コーチが3月26日に永久欠番となった背番号77を着用した。
- 2019年9月23日：福浦和也の引退出場となるロッテ-日本ハム戦において、千葉ロッテマリーンズの全選手が福浦の背番号である9を付けて試合を行った。
- 2020年9月1日：巨人-DeNA10回戦が「川上哲治生誕100年記念試合」として開催され、ジャイアンツの全選手・監督・コーチが川上の現役自体の背番号である永久欠番16を着用して試合を行った。
- 2021年3月28日：ヤクルト-阪神戦3回戦が、両チームで監督を務め前年2月11日に死去した野村克也の追悼試合として開催され、両チームの選手・監督・コーチが野村の監督時代の背番号である73を付けて試合を行った（通常時は同年時点で福地寿樹・金村曉の両コーチが着用）。
- 2021年9月5日：中日-横浜DeNA18回戦、同年8月3日に死去した中日ドラゴンズ所属の木下雄介の追悼試合として開催され、ドラゴンズの監督、コーチ、選手全員が木下の支配下選手時代の背番号である98を付けて試合を行った。なお、同日にナゴヤ球場で行われた2軍戦でも、ドラゴンズ全選手が98を付けて試合を行った。
- 2024年7月：日本ハムファイターズ誕生50周年を記念して、2-4日の対ロッテ3連戦、12-14日のソフトバンク3連戦、15-17日の対楽天3連戦の9試合でファイターズの全選手・監督・コーチが初代オーナーの大社義規の永久欠番である背番号100を付けて試合を行った。
- 2024年10月2日：ヤクルト-広島23回戦が青木宣親の引退試合となり、スワローズの監督、コーチ、選手全員が青木の背番号23を着用した。
- 2025年4月27日：阪神-巨人6回戦がこの年2月3日に死去した吉田義男の追悼試合となり、タイガースの監督、コーチ、選手全員が吉田の永久欠番23を着用した。
- 2025年8月16日：巨人-阪神20回戦がこの年6月3日に死去した長嶋茂雄の追悼試合となり、ジャイアンツの監督、コーチ、選手全員が長嶋の永久欠番3を着用する。

#### 主な背番号
上述のケースの他にも、球団に大きく貢献した選手を称えて、「ふさわしい選手が現れるまで欠番にする」趣旨の「準永久欠番」とするケースがある。一例として、
- 広島東洋カープ - 1（前田智徳）、7（野村謙二郎）、9（緒方孝市）、20（北別府学）。
  - 2022年現在、7は堂林翔太、9は秋山翔吾、20は栗林良吏が着用。1は鈴木誠也が着用していたが、鈴木がメジャー移籍した2022年以降は空き番であり、現在も準永久欠番状態。
- 東京ヤクルトスワローズ - 27（古田敦也）。
  - 2022年より、中村悠平が着用している。
- 横浜DeNAベイスターズ - 18（三浦大輔）。
  - 球団は「横浜ナンバー」と称して、「プレー・振る舞いの両面でチームを牽引するとともに、チームの象徴となるべき存在の選手が付ける番号」と意味付けるとしており[8]、2018年に三浦が一軍投手コーチとしてチームに復帰した後、2020年まで再び着用していたが、2021年の監督就任時に数字を逆にして81に変更した。
  - 2022年より、小園健太が着用している。

##### 外国人選手の背番号と忌み数
NPBにおいて外国人選手は、日本では忌み数とされる以下の背番号を着用することがある。
- 4 - 「死」を連想させる字ということでNPB創立時も4だけ着用していない球団がいくつか存在した[注 1]。ただ、二塁手の守備番号と同じ数字なので、日本人でも主に二塁手が着けることは多い。
- 13 - MLBのあるアメリカなどで最も忌避される忌み数。日本でもNPB創立時に「13は出来るだけ避けるように」とのお達しがあったとされ、実際に多くの球団が13を空き番にしており、東京セネタース、名古屋金鯱軍、イーグルスに至ってはチーム解散まで誰も着用しなかった。その後、選手数の増加により13を着用するチームも増え、外国人選手でも着用するケースが増えた。外国人選手で最初に13を着けたのはロナルド大森（広島）。
- 42 - 「死に番」として日本人の使用例は他の忌み数に比べても遥かに少なく、巨人で28年間（1969年 - 1996年）、大洋で34年間（1956年 - 1989年）も欠番だったことがある。新規球団の楽天に至っては2023年まで日本人の着用例がなかったが、2024年3月12日からは育成で新加入した山田遥楓が支配下登録を行った際、42を着用することとなり、これにより当該球団において、初めて42をつける日本人選手が誕生したことになる[9]。しかし、MLBにおいてはジャッキー・ロビンソンの功績に基づき全球団で永久欠番となっている特別な番号であり、米球界でのプレー経験を持つ選手、中でも黒人・ラテン系の選手がNPB移籍に伴ってこの番号を選ぶことが多い[10][11]。日本人でもあえてこの背番号を着用する例がある。
- 44 - 「死」が2つ続く番号ではあるが、MLBで活躍したハンク・アーロンや、NPBで三冠王に輝いたブーマー・ウェルズ、ランディ・バース[12]が着用していた番号であり、長距離砲のイメージがあるため日本人選手でも自らの希望や球団側が選手に対してそれらの名選手のような活躍を期待して番号を与えるケースがある[13][14]。
- 49 - 「死」と「苦」が続く背番号ということで外国人選手につけられる背番号だが、特に巨人ではウォーレン・クロマティが活躍したこともあり、クロマティ以降も殆どが外国人が着用している[注 2]。また、阪急では球団創立から1974年に畑野実が着用するまで38年もの間誰も着用していなかった。ただ、現在では日本人選手の着用率が高くなっている傾向にある。

他にも、外国人選手の使用例が多い番号は43など40番台に集中している。

##### 監督・コーチの背番号
1950年代頃まで、各チームとも選手・スタッフの数は30人以下であり、プロ野球監督が最大の背番号30を背負うチームが多かった。選手の数が増えるにつれ監督・専任コーチの背番号は大きくなり、支配下選手が最大70人まで保有できる現在では、69番以下が用いられていることは、以下の例外を除けばほとんどない。
- 自らの永久欠番を復活させたもの（長嶋茂雄の3[注 4]、山本浩二の8、服部受弘の10、村山実の11など）
- 現役時代の背番号を引き続き背負ったもの（王貞治の1、広瀬叔功の12、井口資仁の6、高橋由伸の24など）
- 引き続きではないものの、再度現役時代の背番号を背負ったもの（新庄剛志の1、金本知憲の6、ラルフ・ブライアントの16、野村克也（楽天時代）の19、掛布雅之の31、高津臣吾、藤川球児の22など）

その他、監督・コーチの背番号のパターンとして、
- 現役時代の背番号を2つ重ねる（長嶋茂雄の33[注 5]、原辰徳（第2次）の88、落合博満の66など）
- 現役時代の背番号をひっくり返す（若松勉の75、与田剛の92、三浦大輔の81など）

というケースも見られる。
メジャーリーグでは監督、コーチも69番以下を着用することが一般的であり、NPBに来る外国人監督、コーチは小さい番号を着用する例もある（ボビー・バレンタインの2、テリー・コリンズの1など）。また、吉田義男が第1期阪神監督就任時に、現役での着用経験がなかった1を着用したのは（現役時代は23）、ビリー・マーチンへの憧れからだったという。

##### 支配下登録外の選手他
上述のように1990年代に背番号100番台の支配下登録選手は存在していたが、2006年に育成選手制度が採用されるようになってから、支配下登録選手は1-2桁、支配下外の育成選手・打撃投手・ブルペン捕手については、3桁（100番以上）を付けることが義務付けられた。但し、2009年までは0で始まる3桁（以下000番台）の番号は認められていなかったが、2010年からそれが認められるようになった。
但し、球団により育成選手と、試合に出場しない打撃投手・ブルペン捕手を明確にする目的から、読売ジャイアンツは育成選手は000番台、3軍のコーチ陣は100番台、打撃投手・ブルペン捕手は200番台と定めているほか、中日ドラゴンズも育成選手は200番台、打撃投手・ブルペン捕手は100番台とすみわけをしている。また、北海道日本ハムファイターズは打撃投手については2006年を最後に背番号を廃止している。

##### その他
名前の語呂合わせから背番号を決めた例も存在する。以下は一例。
- 三輪八郎の38。
- 鳥坂九十九の99。
- 関本四十四の44。
- サブローの36。
- 藤川球児の92。
- 七野智秀の77。
- 一二三慎太の123。
- 筒香嘉智の25。
- 久慈照嘉や国吉佑樹の92。
- 高見澤郁魅の193。